# سیتینگبورو
longitudeسیتینگبوروlatitudeسیتینگبورو
سیتینگبورو (به انگلیسی: Sittingbourne) یک منطقهٔ مسکونی در انگلستان است که در جنوب شرقی انگلستان واقع شده‌است.

## خصوصیات
سیتینگبورو ۶۲٬۵۰۰ نفر جمعیت دارد.